# Laura Leluschko
Laura Leluschko (* 30. Oktober 1995 in Haan) ist eine deutsche Fußballspielerin.

## Karriere

### Vereine
Laura Leluschko begann als Achtjährige bei der SSVg 06 Haan mit dem Fußballspielen, wo sie bis 2010 aktiv war, zuletzt mit einer Ausnahmegenehmigung in der männlichen C-Jugend. 2009 belegte sie beim U-15-Länderpokal der Niederrhein-Auswahl Rang zwei, 2010 konnte sie diesen Ländervergleich, wiederum mit der Niederrhein-Auswahl, gewinnen. Zur Saison 2010/11 schloss sie sich Bayer 04 Leverkusen an, wo sie zunächst für die B-Juniorinnen auf dem Platz stand und mit diesen 2011 die Qualifikation für die Zwischenrunde zur Deutschen B-Juniorinnen-Meisterschaft schaffte.
Nachdem sie bereits in der Saison 2011/12 regelmäßig mit dem Bundesligakader trainierte, unterschrieb sie zur Spielzeit 2012/13 einen Zweijahresvertrag für die Bundesligamannschaft. Am 24. November 2012 kam sie beim 3:1-Sieg gegen den FSV Gütersloh 2009 in der Nachspielzeit für Claudia Götte ins Spiel und feierte damit ihr Bundesligadebüt.

### Nationalmannschaft
Leluschko kam im April 2010 beim Testspiel der deutschen U-15-Nationalmannschaft gegen die Niederlande erstmals für eine Juniorinnen-Auswahl des Deutschen Fußball-bunds zum Einsatz. Im Dezember 2010 bestritt sie ihre erste Partie für die U-17-Nationalmannschaft, 2011 nahm sie mit den U-16-Juniorinnen am Nordic Cup teil. Im Folgejahr qualifizierte sie sich mit der U-17-Auswahl für die Europameisterschaft in Nyon, wo die Mannschaft nach einem 4:3-Sieg im Elfmeterschießen im Finale gegen Frankreich den Titel gewann. Leluschko kam dabei jedoch sowohl im Halbfinale als auch im Endspiel nicht zum Einsatz. Im September 2012 wurde sie von Trainerin Anouschka Bernhard ins deutsche Aufgebot für die U-17-Weltmeisterschaft in Aserbaidschan berufen. Dort kam sie im Spiel um Platz drei, das 0:1 gegen die Auswahl Ghanas verloren ging, zu ihrem einzigen Turniereinsatz.

## Erfolge
- U-17-Europameisterin 2012
- U-15-Länderpokal: 1. Platz 2010, 2. Platz 2009